# Samolus junceus
Samolus junceus är en viveväxtart som beskrevs av Robert Brown. Samolus junceus ingår i släktet bungar, och familjen viveväxter. Inga underarter finns listade i Catalogue of Life.